# Ben ming nian
Pour plus de détails, voir Fiche technique et Distribution.
Ben ming nian (本命年, littéralement « l'année de naissance ») est un film chinois réalisé par Xie Fei, sorti en 1990.

## Synopsis
Li Huiquan est libéré d'un camp de travail après la révolution culturelle. Il ne parvient pas à se réinsérer dans la société et travaille au marché noir.

## Fiche technique
- Titre : Ben ming nian
- Titre original : 本命年
- Titre anglais : Black Snow
- Réalisation : Xie Fei
- Scénario : Liu Heng d'après son roman
- Photographie : Xiao Feng
- Montage : Zhao Qihua
- Société de production : Ningxia Film Group et Youth Film Studio of Beijing Film Academy
- Pays :  Chine
- Genre : Drame
- Durée : 107 minutes
- Dates de sortie : 
  -  Allemagne : 14 février 1990 (Berlinale)

## Distribution
- Jiang Wen : Li Huiquan
- Lin Cheng : Zhao Yaqiu
- Yue Hong : Luo Xiaofen
- Liu Xiaoning : Fang Chazi
- Cai Hongxiang : Cui Yongli
- Liu Bin : Liu Baotie
- Liang Tian : Ma Yifu
- Meng Jin : mammy Luo

## Distinctions
Le film a été présenté en sélection officielle en compétition lors de Berlinale 1990.